# Erzgebirgskreis
Der Erzgebirgskreis ist seit dem 1. August 2008 ein Landkreis im sächsischen Erzgebirge. Die Kreisstadt des Erzgebirgskreises ist Annaberg-Buchholz. Er ist der einwohnerreichste Landkreis Ostdeutschlands.

## Geografie

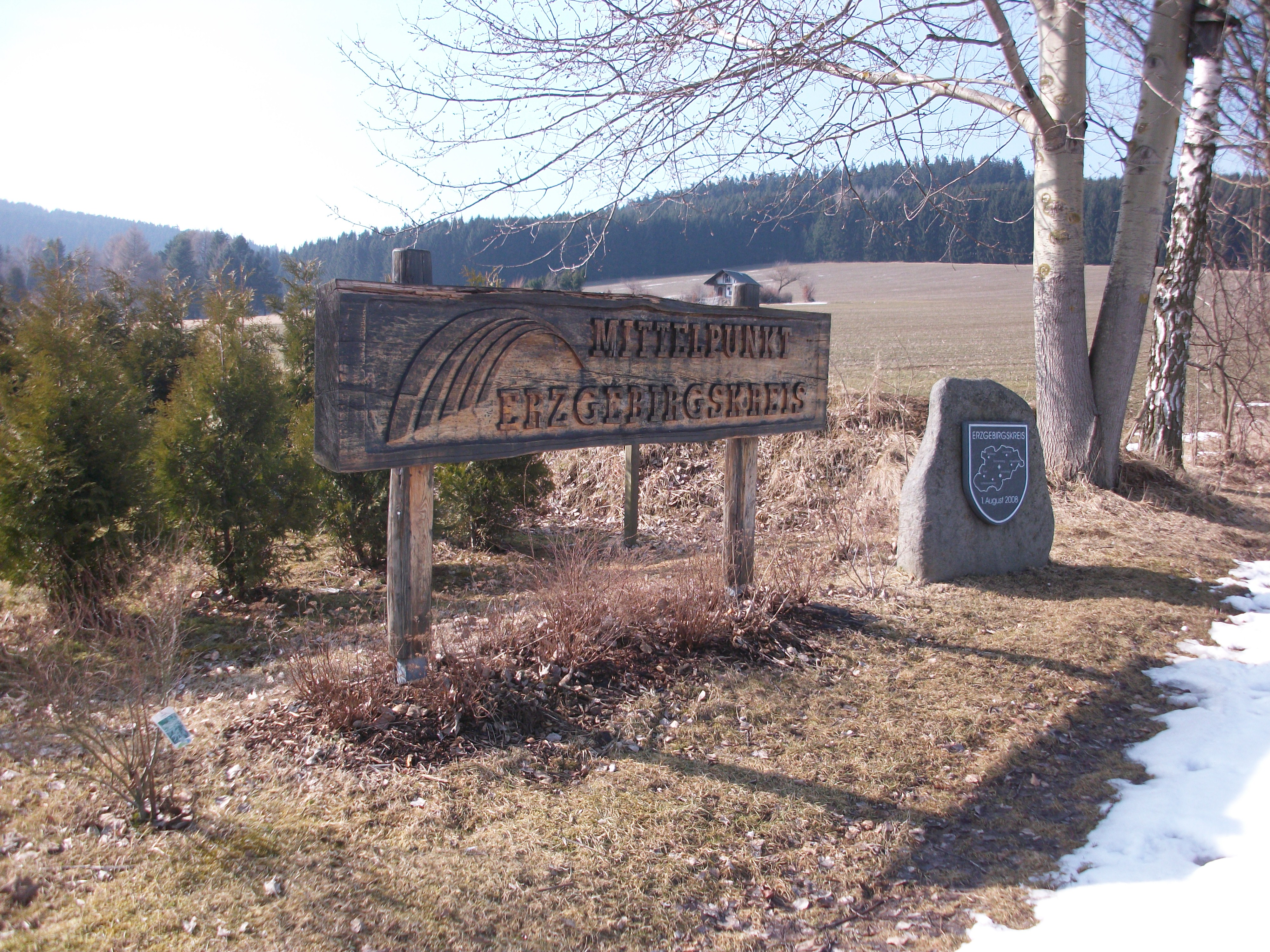
Mittelpunkt des Erzgebirgskreises in Tannenberg

### Geografische Lage
Der Landkreis umfasst nahezu das gesamte sächsische West- und Mittelerzgebirge, von der Kammregion an der deutsch-tschechischen Staatsgrenze bis an den Übergang zum Erzgebirgsbecken zwischen den Städten Chemnitz und Zwickau.

### Topografie, Gewässer
Höchster Punkt des Erzgebirgskreises und zugleich Sachsens ist mit 1215 m ü. HN der Fichtelberg.
An seinen Hängen entspringen zudem zwei größere Flüsse des Westerzgebirges, die Zschopau und das Schwarzwasser.
Weitere wichtige durch den Landkreis verlaufende Flüsse sind die Zwickauer Mulde, als größtes Fließgewässer, und die Flöha, welche im Osten die geomorphologische Grenze zum Osterzgebirge bildet.
Größtes stehendes Gewässer ist die Talsperre Eibenstock.

### Geografischer Mittelpunkt
Den geografischen Mittelpunkt des Kreises ließ die Chemnitzer Freie Presse bestimmen und veröffentlichte als Ergebnis die Koordinaten 50° 36′ 32,4″ N, 12° 56′ 40,9″ O, auf dem Gebiet der Gemeinde Tannenberg.

### Nachbarkreise
Im dichter besiedelten Westen und Norden grenzt der Erzgebirgskreis im Uhrzeigersinn an den Vogtlandkreis, den Landkreis Zwickau und die kreisfreie Stadt Chemnitz, im weniger bevölkerten Osten und Süden an den Landkreis Mittelsachsen sowie die Region Ústí und die Region Karlsbad in Tschechien.

## Geschichte
Im Rahmen der Verwaltungsreform der Landesbehörden erfolgte zum 1. August 2008 eine Sächsische Kreisreform, bei der die Landkreise Aue-Schwarzenberg, Annaberg, Stollberg und Mittlerer Erzgebirgskreis mit ihren zu diesem Zeitpunkt insgesamt 28 Städten sowie 43 Gemeinden zu einem Erzgebirgskreis zusammengelegt wurden.
Als Kreissitz wurde Annaberg-Buchholz am 23. Januar 2008 bestätigt. Daneben meldete auch die Stadt Aue Anspruch auf den Kreissitz an und wandte sich mit einem Antrag auf kommunale Normenkontrolle an den Verfassungsgerichtshof des Freistaates Sachsen, um gegen die Bestimmung von Annaberg-Buchholz als Sitz des Landratsamtes vorzugehen. Am 27. Juni 2008 verwarf der Verfassungsgerichtshof den Antrag der Stadt Aue.
Um den ehemaligen Kreisstädten einen Ausgleich für den Verlust des Kreissitzes zu bieten, wurde es ihnen, wie auch anderen Städten bei früheren sächsischen Kreisgebietsreformen, ermöglicht, sich ohne die eigentlich nötige Mindesteinwohnerzahl zur Großen Kreisstadt ernennen zu lassen. Zudem wurden auch nach der Reform Standorte verschiedener Referate und Abteilungen des neu gebildeten Landkreises sowohl in Aue als auch in Marienberg und Stollberg belassen, ihre Funktion als Verwaltungszentren mit entsprechenden Arbeitsplätzen und Kaufkraft gesichert sowie kurze Wege für die Bürger erhalten.

## Bevölkerung
| Jahr | Einwohner |
| ---- | --------- |
| 2008 | 377.245   |
| 2010 | 368.167   |
| 2015 | 347.665   |
| 2020 | 331.917   |
| 2022 | 328.850   |

Stand: 31. Dezember des jeweiligen Jahres
Der Ausländeranteil lag mit Stand Dezember 2015 bei 2,2 %. Den Ergebnissen des Zensus 2011 zufolge haben 1,8 % der Bevölkerung einen Migrationshintergrund; bei den restlichen 98,2 % handelt es sich um Deutsche ohne Migrationshintergrund.
38,1 % der Einwohner sind evangelische Christen, weitere 1,7 % gehören der römisch-katholischen Kirche an. Die restlichen 60,2 % gehören anderen Konfessionen an, sind bekenntnislos oder machten bei der Befragung keine Angaben.

## Politik

### Kreistag
Der Kreistag des Erzgebirgskreises wurde zuletzt am 9. Juni 2024 gewählt. Die 98 Sitze im Kreistag verteilen sich folgendermaßen auf die einzelnen Parteien:
| Wahl des Kreistages Erzgebirgskreis 2024 %3020100 29,429,318,16,04,64,54,42,01,8n. k. AfDCDUFWEBSWFSSPDLinkeGrüneFDPNPDGewinne und Verlusteim Vergleich zu 2019 %p 8 6 4 2 0 −2 −4 −6 −8+7,9−2,6+0,2+6,0+4,6−1,3−6,6−3,1−2,9−2,2AfDCDUFWEBSWFSSPDLinkeGrüneFDPNPD | Sitzverteilung (Stand: Wahl 2024)Insgesamt 98 Sitze - BSW: 6 - Linke: 4 - SPD: 4 - Grüne: 2 - FDP: 2 - FWE: 18 - CDU: 29 - AfD: 29 - FS: 4 | Fraktionen (Stand: 26. August 2024)Insgesamt 98 Sitze - fraktionslos: 8 - BSW: 6 - SPD/Grüne: 6 - FWE: 18 - CDU/FDP: 31 - AfD: 29 fraktionslos: darunter 4 Freie Sachsen, 4 Linke |

| Parteien und Wählergemeinschaften | Parteien und Wählergemeinschaften                                       | 2024         | 2024         | 2019         | 2019         | 2014         | 2014         |
| Parteien und Wählergemeinschaften | Parteien und Wählergemeinschaften                                       | in %         | Sitze        | in %         | Sitze        | in %         | Sitze        |
| --------------------------------- | ----------------------------------------------------------------------- | ------------ | ------------ | ------------ | ------------ | ------------ | ------------ |
| AfD                               | Alternative für Deutschland                                             | 29,4         | 29           | 21,5         | 21           | 7,6          | 7            |
| CDU                               | Christlich Demokratische Union Deutschlands                             | 29,3         | 29           | 31,9         | 32           | 43,2         | 44           |
| FWE                               | Freie Wähler Erzgebirge                                                 | 18,1         | 18           | 17,9         | 18           | 11,4         | 11           |
| BSW                               | Bündnis Sahra Wagenknecht                                               | 6,0          | 6            | –            | –            | –            | –            |
| FS                                | Freie Sachsen                                                           | 4,6          | 4            | –            | –            | –            | –            |
| SPD                               | Sozialdemokratische Partei Deutschlands                                 | 4,5          | 4            | 5,8          | 5            | 8,4          | 8            |
| LINKE                             | Die Linke                                                               | 4,4          | 4            | 11,0         | 11           | 15,7         | 16           |
| GRÜNE                             | Bündnis 90/Die Grünen                                                   | 2,0          | 2            | 5,1          | 5            | 3,4          | 3            |
| FDP                               | Freie Demokratische Partei                                              | 1,8          | 2            | 4,7          | 4            | 5,1          | 5            |
| NPD                               | Nationaldemokratische Partei Deutschlands                               | –            | –            | 2,2          | 2            | 4,7          | 4            |
| DSU                               | Deutsche Soziale Union                                                  | –            | –            | –            | –            | 0,3          | 0            |
| FWG                               | Freie Wählergemeinschaft Wir für unsere Stadt / Alternative Liste Sport | –            | –            | –            | –            | 0,3          | 0            |
| Gesamt                            | Gesamt                                                                  | 100          | 98           | 100          | 98           | 100          | 98           |
| Wahlbeteiligung                   | Wahlbeteiligung                                                         | 69,9 Prozent | 69,9 Prozent | 64,0 Prozent | 64,0 Prozent | 51,7 Prozent | 51,7 Prozent |

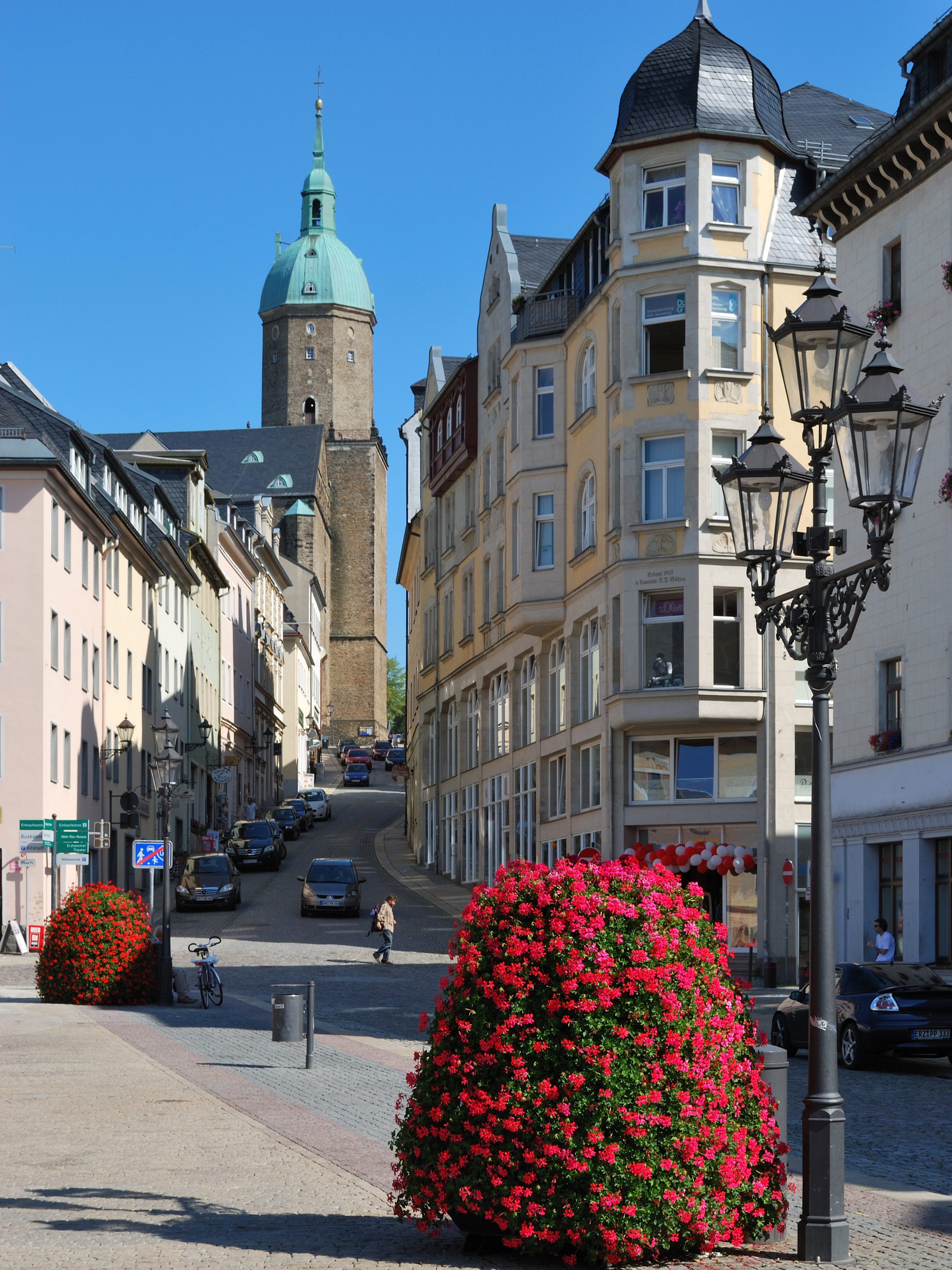
Annaberg-Buchholz ist Kreissitz des Erzgebirgskreises

Im Kreistag haben sich folgende Fraktionen gebildet: CDU/FDP (31 Mitglieder), AfD (29 Mitglieder), FWE (18 Mitglieder), SPD/Grüne (6 Mitglieder). Die Linke und die Freien Sachsen sind fraktionslos.

### Landrat
Die Landratswahl des Erzgebirgskreises fand am 8. Juni 2008 statt. Im ersten Wahlgang verfehlte jeder Bewerber die erforderliche absolute Mehrheit, so dass eine Stichwahl am 22. Juni 2008 durchgeführt werden musste. Im zweiten Wahlgang setzte sich Frank Vogel (CDU) mit 55,8 Prozent der gültigen Stimmen gegen seine vier Mitbewerber durch. Er trat sein Amt am 1. August 2008 an. Am 7. Juni 2015 wurde Vogel mit 58,7 Prozent der gültigen Stimmen wiedergewählt. 2022 war eine Wiederwahl Vogels aus Altersgründen ausgeschlossen. Nachfolger wurde Rico Anton, der im zweiten Wahlgang trotz Unterstützung durch SPD und FDP lediglich 40,1 % erreichte, nachdem die drei Parteien im ersten Wahlgang noch 46,6 % der Stimmen erhielten.
| Bewerber fett: Amtsinhaber            | Vorschlag                             | Stimmen                               | Anteil in %                           | gewählt                               | Stimmen                                | Anteil in %                            | gewählt                                |
| erster Wahlgang                       | erster Wahlgang                       | erster Wahlgang                       | erster Wahlgang                       | erster Wahlgang                       | zweiter Wahlgang [Anm. 1]              | zweiter Wahlgang [Anm. 1]              | zweiter Wahlgang [Anm. 1]              |
| 12. Juni 2022 Wahlbeteiligung: 49,4 % | 12. Juni 2022 Wahlbeteiligung: 49,4 % | 12. Juni 2022 Wahlbeteiligung: 49,4 % | 12. Juni 2022 Wahlbeteiligung: 49,4 % | 12. Juni 2022 Wahlbeteiligung: 49,4 % | 3. Juli 2022 Wahlbeteiligung: 38,1 %   | 3. Juli 2022 Wahlbeteiligung: 38,1 %   | 3. Juli 2022 Wahlbeteiligung: 38,1 %   |
| Rico Anton                            | CDU                                   | 35.167                                | 26,3                                  | keiner: 2. Wahlgang nötig             | 41.517                                 | 40,1                                   | ×                                      |
| Torsten Gahler                        | AfD                                   | 23.760                                | 17,8                                  | keiner: 2. Wahlgang nötig             | 16.938                                 | 16,3                                   |                                        |
| Volker Weber                          | FW                                    | 26.758                                | 20,0                                  | keiner: 2. Wahlgang nötig             | 35.019                                 | 33,8                                   |                                        |
| Holger Zimmer                         | Die Linke                             | 7.377                                 | 5,5                                   | keiner: 2. Wahlgang nötig             | nicht angetreten                       | nicht angetreten                       | nicht angetreten                       |
| Simone Lang                           | SPD                                   | 17.380                                | 13,0                                  | keiner: 2. Wahlgang nötig             | nicht angetreten, unterstützt CDU      | nicht angetreten, unterstützt CDU      | nicht angetreten, unterstützt CDU      |
| Tino Günther                          | FDP                                   | 9.818                                 | 7,3                                   | keiner: 2. Wahlgang nötig             | nicht angetreten, unterstützt CDU      | nicht angetreten, unterstützt CDU      | nicht angetreten, unterstützt CDU      |
| Stefan Hartung                        | Freie Sachsen                         | 13.367                                | 10,0                                  | keiner: 2. Wahlgang nötig             | 10.152                                 | 9,8                                    |                                        |
| 7. Juni 2015 Wahlbeteiligung: 43,0 %  |                                       |                                       |                                       |                                       |                                        |                                        |                                        |
| Frank Heinz Vogel                     | CDU                                   | 72.532                                | 58,7                                  | ×                                     |                                        |                                        |                                        |
| Antje Feiks                           | Die Linke                             | 23.489                                | 19,0                                  |                                       |                                        |                                        |                                        |
| Ronny Kienert                         | SPD                                   | 12.688                                | 10,3                                  |                                       |                                        |                                        |                                        |
| Rico George                           | NPD                                   | 9.088                                 | 7,3                                   |                                       |                                        |                                        |                                        |
| Michael Weichert                      | Grüne                                 | 5.852                                 | 4,7                                   |                                       |                                        |                                        |                                        |
| 8. Juni 2008 Wahlbeteiligung: 48,4 %  | 8. Juni 2008 Wahlbeteiligung: 48,4 %  | 8. Juni 2008 Wahlbeteiligung: 48,4 %  | 8. Juni 2008 Wahlbeteiligung: 48,4 %  | 8. Juni 2008 Wahlbeteiligung: 48,4 %  | 22. Juni 2008: Wahlbeteiligung: 26,6 % | 22. Juni 2008: Wahlbeteiligung: 26,6 % | 22. Juni 2008: Wahlbeteiligung: 26,6 % |
| Frank Heinz Vogel                     | CDU                                   | 64.965                                | 42,9                                  | keiner: 2. Wahlgang nötig             | 47.489                                 | 55,8                                   | ×                                      |
| Klaus Jürgen Tischendorf              | Die Linke                             | 32.397                                | 21,4                                  | keiner: 2. Wahlgang nötig             | 23.081                                 | 26,9                                   |                                        |
| Johannes Gerlach                      | SPD                                   | 12.145                                | 8,0                                   | keiner: 2. Wahlgang nötig             | nicht angetreten                       | nicht angetreten                       | nicht angetreten                       |
| Marcel Schmidt                        | FW                                    | 17.231                                | 11,4                                  | keiner: 2. Wahlgang nötig             | 7.771                                  | 9,1                                    |                                        |
| Mario Löffler                         | NPD                                   | 9.638                                 | 6,4                                   | keiner: 2. Wahlgang nötig             | 3.646                                  | 4,3                                    |                                        |
| Tino Günther                          | FDP                                   | 12.965                                | 8,6                                   | keiner: 2. Wahlgang nötig             | nicht angetreten                       | nicht angetreten                       | nicht angetreten                       |
| Martin Kohlmann                       | DSU                                   | 2.125                                 | 1,4                                   | keiner: 2. Wahlgang nötig             | nicht angetreten                       | nicht angetreten                       | nicht angetreten                       |
| Kurt Udo Hertwich                     | Hertwich                              | nicht angetreten [Anm.2.]             | nicht angetreten [Anm.2.]             | nicht angetreten [Anm.2.]             | 3.375                                  | 3,9                                    |                                        |

[Anm. 1] Ein zweiter Wahlgang wird nur nötig, wenn kein Kandidat aus dem ersten Wahlgang die absolute Mehrheit erzielt hat und damit direkt gewählt ist. Im zweiten Wahlgang ist die relative Mehrheit für die Wahl zum Landrat ausreichend. Bewerber, die im ersten Wahlgang antreten, können vor dem zweiten Wahlgang ihre Kandidaturen zurückziehen. Ein zweiter Wahlgang wurde bisher 2008 und 2022 nötig.
[Anm. 2] siehe dazu: sächsisches Kommunalwahlgesetz

### Wappen
Blasonierung: „In Gold über einem grünen Berg, worin schräggekreuzt ein silberner Schlägel und ein silbernes Eisen, schreitend, ein rot bewehrter und gezungter schwarzer Löwe.“
Am 27. November 2008 stimmte der Kreistag für einen Entwurf des Weimarer Heraldikers Michael Zapfe. Als Wappen verwendet werden kann dieser Entwurf, nach heraldischer Prüfung durch das Hauptstaatsarchiv Dresden und Bestätigung durch die Landesdirektion Chemnitz, seit dem 18. Dezember 2008. Ein ähnlicher Entwurf mit schwarzem Hintergrund im unteren Bereich war zuvor vom Kreistag abgelehnt worden.
Der schwarze Löwe auf goldenem Grund soll die Markgrafschaft Meißen symbolisieren, zu deren Herrschaftsbereich das Gebiet des Erzgebirgskreises gehörte. Allerdings handelt es sich im Wappen des Erzgebirgskreises nicht um einen Meißner Löwen, da dieser liegend und nicht aufrecht entworfen wurde. Im unteren Bereich stehen Schlägel und Eisen für den Bergbau, der dem Erzgebirge seinen Namen und seine Bedeutung gab. Der sanft gewölbte, grüne Hintergrund symbolisiert das dicht bewaldete Gebirge.

### Partnerlandkreise
Der Erzgebirgskreis hat sechs Partnerschaften:
- Landkreis Nürnberger Land, Deutschland
- Landkreis Neustadt an der Aisch-Bad Windsheim, Deutschland
- Landkreis Ansbach, Deutschland
- Landkreis Emmendingen, Deutschland
- Kalisz Pomorski, Polen
- Kaohsiung, Republik China (Taiwan)

## Wirtschaft und Infrastruktur

### Wirtschaft
Infolge des über Jahrhunderte betriebenen Bergbaus entwickelte sich im Erzgebirgskreis eine, im Vergleich mit Gesamtsachsen, überproportional hohe Industriedichte. Etwa 30 Prozent aller Beschäftigten sind so in der Industrie mit den Schwerpunkten Werkzeugbau, Maschinenbau und Elektrotechnik tätig. Weiteres Kennzeichen der vor allem von kleinen und mittleren Unternehmen geprägten Wirtschaftsstruktur ist eine breite Branchenvielfalt. So bilden auch Wirtschaftszweige wie Handwerk und Dienstleistung starke Standbeine. Eine wichtige Rolle spielt im Erzgebirgskreis zudem der Tourismus und in der Außenwahrnehmung auch die Herstellung von Holzkunst, welche allerdings nur reichlich 1 Prozent aller Erwerbstätigen beschäftigt.
Die größten Arbeitgeber im Landkreis sind unter anderem Scherdel Marienberg GmbH, KOKI TECHNIK Transmission Systems GmbH, FSG Automotive, Hoppe AG, KSG GmbH, AWEBA Werkzeugbau GmbH, Nickelhütte Aue, Eisenwerk Erla GmbH. Im Juli 2020 waren im Kreisgebiet 8.358 Menschen ohne Arbeit, was einer Arbeitslosenquote von 4,9 Prozent entspricht.
Im Zukunftsatlas 2016 belegte der Erzgebirgskreis Platz 368 von 402 Landkreisen und kreisfreien Städten in Deutschland und zählt damit zu den Regionen mit „hohen Zukunftsrisiken“. Im Zukunftsatlas 2019 erhielt der Erzgebirgskreis mit Rang 359 eine leicht verbesserte Position.

### Gesundheitswirtschaft
Krankenhäuser

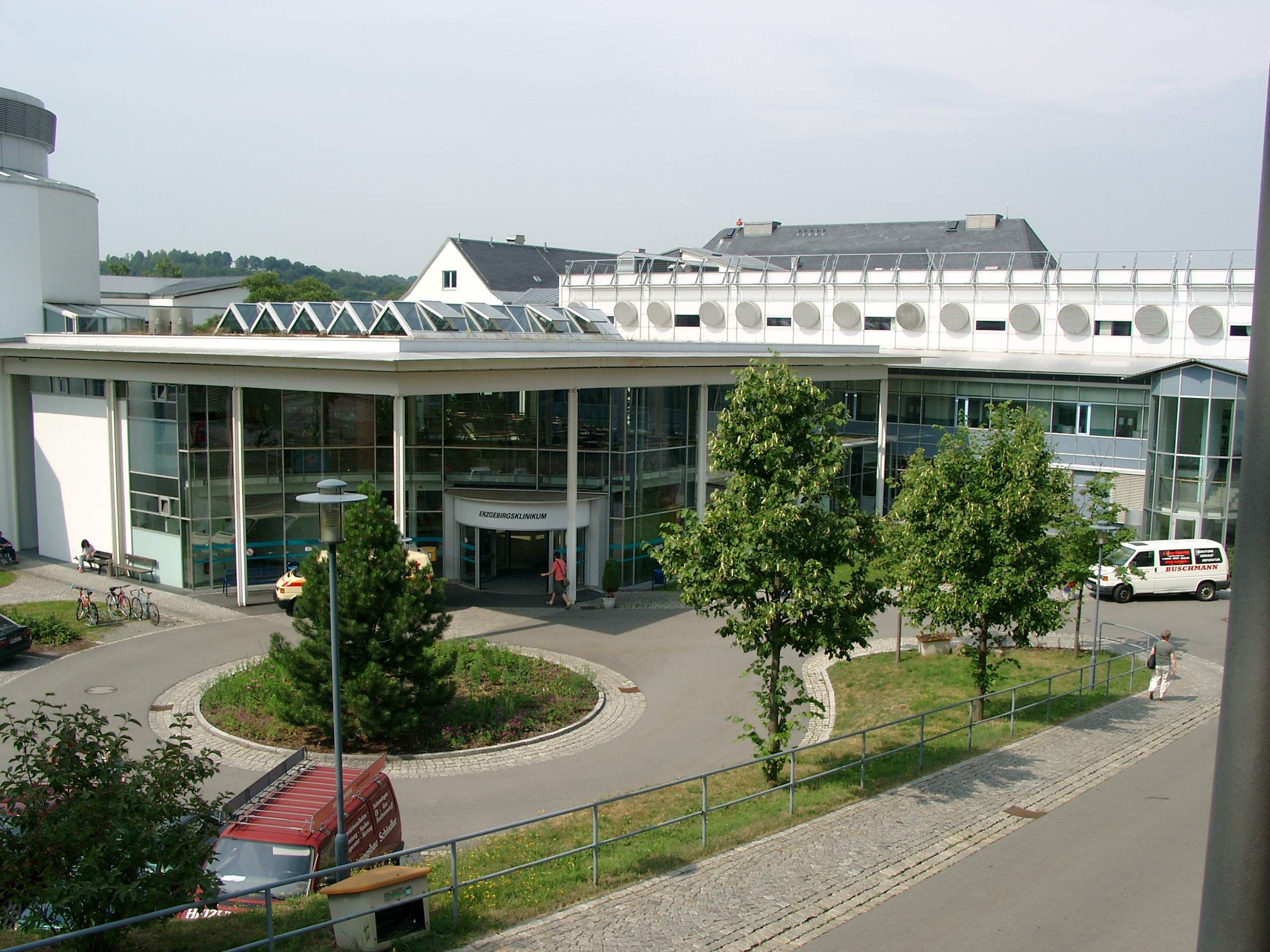
Erzgebirgsklinikum Annaberg

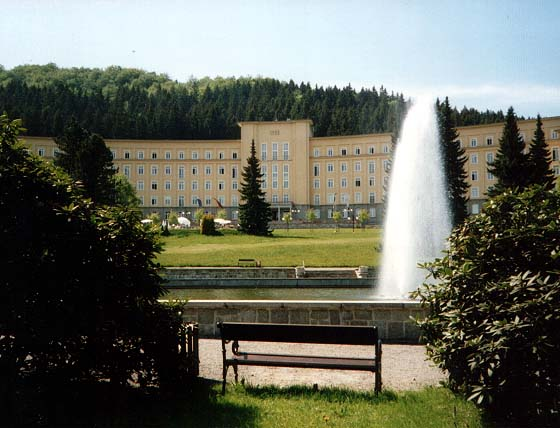
Denkmalgeschützter Bau der Kliniken Erlabrunn

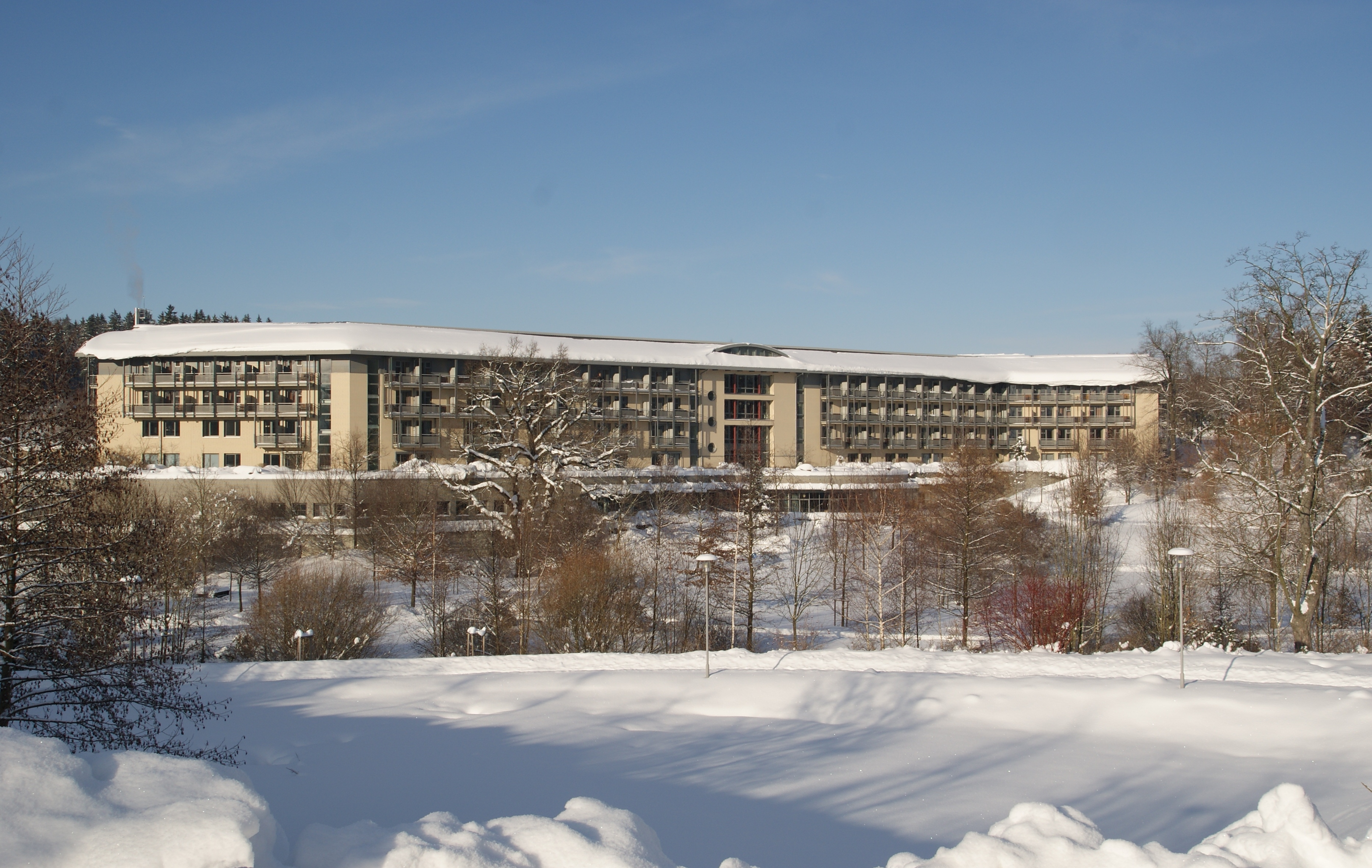
Knappschaftsklinik Warmbad

- Helios Klinikum Aue (Schwerpunktversorgung) mit Medizinischem Versorgungszentrum Schwarzenberg
- EKA Erzgebirgsklinikum Annaberg gGmbH
- Kliniken Erlabrunn GmbH, der erste Krankenhausneubau der DDR
- Klinikum Mittleres Erzgebirge gGmbH, Häuser Zschopau und Olbernhau
- Bergarbeiter-Krankenhaus Schneeberg gGmbH, das Klinikum Chemnitz ist Mehrheitsgesellschafter
- Kreiskrankenhaus Stollberg gGmbH

Die EKH Erzgebirgische Krankenhaus- und Hospitalgesellschaft mbH hat das Onkologische Fachkrankenhaus Marienstift Schwarzenberg
betrieben, jetzt gibt es in Schwarzenberg nur noch das Gesundheits- und Pflegezentrum Marienstift.
Rehakliniken und Heileinrichtungen
- Asthma-Heilstollen im Besucherbergwerk Zinngrube Ehrenfriedersdorf
- Alte Flugschule Therapeutische Einrichtung für Abhängigkeitskranke Großrückerswalde
- AWO Gesundheitszentrum am Spiegelwald Mutter/Vater-Kind-Klinik Grünhain-Beierfeld
- Psychosomatische Reha-Fachklinik EUBIOS Schwerpunkt Sprach- und Sprechstörungen Thalheim
- Rehaklinik Miriquidi Orthopädie und Neurologie, Spezifische Behandlungsmethoden für Skoliose Thermalbad Wiesenbad
- Knappschafts-Klinik Warmbad Rehaklinik für Orthopädie, Innere Medizin und Neurologie Wolkenstein OT Warmbad

Medizintechnik
- AKULA Medizintechnik Annaberg GmbH
- AMEDTEC Medizintechnik Aue GmbH
- METRONIK SUESS OHG Aue
- SUESS Medizin-Technik GmbH Aue
- Funeralia GmbH Ehrenfriedersdorf
- SIGMA Medizin-Technik GmbH Gelenau
- GRAUPNER GmbH & Co. KG Geyer
- Goltec Innovative Medizintechnik GmbH Lugau
- Fresenius Medical Care Thalheim GmbH Stollberg
- MGZ Medizintechnik Geißler Zwönitz

### Verkehr

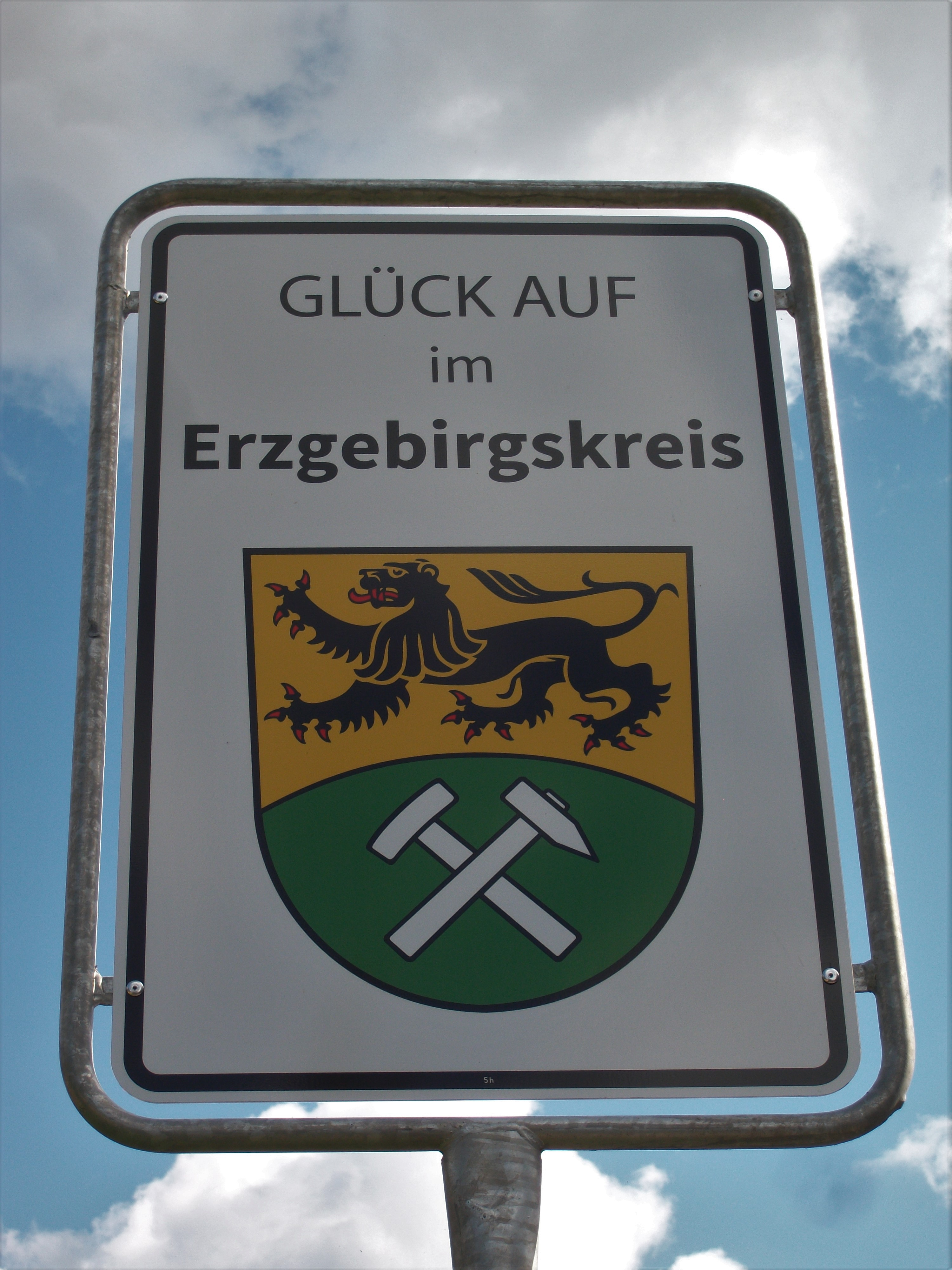
Willkommenstafel Erzgebirgskreis

Die wichtigsten Verkehrsachsen im Erzgebirgskreis sind die Bundesstraßen. In West-Ost-Richtung erschließen ihn insbesondere die B 101, aber auch die B 171, die B 180 und die B 283. Von Nord nach Süd sind es die B 93, die B 95, die B 169 sowie die B 174, die die Region mit den Oberzentren Chemnitz und Zwickau verbinden. Mit der zwischen Oelsnitz/Erzgeb. und Neukirchen/Erzgeb. durch das nordwestliche Kreisgebiet führenden A 72 ist die Region jedoch auch direkt an das Autobahnnetz angeschlossen. Für den Verkehr in das angrenzende Tschechien existieren für Kraftfahrzeuge freigegebene Grenzübergänge in Johanngeorgenstadt, Oberwiesenthal, Bärenstein, im Marienberger Ortsteil Reitzenhain und in Deutschneudorf.
Der Eisenbahnverkehr im Landkreis wird auf drei Regionalbahnlinien von der Erzgebirgsbahn und auf drei Linien von der City-Bahn Chemnitz betrieben. Die Strecken verlaufen meist entlang der Täler und verbinden die Region mit dem Ballungsraum Chemnitz-Zwickau. Neben diesen normalspurigen Bahnen gibt es mit der Fichtelbergbahn eine fahrplanmäßig von der Sächsischen Dampfeisenbahngesellschaft betriebene, schmalspurige Strecke zwischen Cranzahl und Oberwiesenthal. Weitere Schmalspurbahnen werden nur als Museumsbahnen betrieben. Grenzüberschreitenden Eisenbahnverkehr gibt es auf der Bahnstrecke Schwarzenberg–Johanngeorgenstadt in Johanngeorgenstadt und saisonal auf der Zschopautalbahn in Bärenstein.
Der Erzgebirgskreis ist in den Verkehrsverbund Mittelsachsen (VMS) eingebunden. Alle öffentlichen Verkehrsmittel, außer der Fichtelbergbahn, können daher zu einheitlichen Tarifen des VMS benutzt werden.
Mit dem Flugplatz Chemnitz-Jahnsdorf im Norden des Erzgebirgskreises und dem Flugplatz Großrückerswalde bei Marienberg gibt es zwei Verkehrslandeplätze. Nächstgelegene Flughäfen mit Linienverkehr sind Karlsbad, Dresden, Prag und Leipzig/Halle.

## Schutzgebiete
Im Landkreis befinden sich 32 ausgewiesene Naturschutzgebiete (Stand Februar 2017).

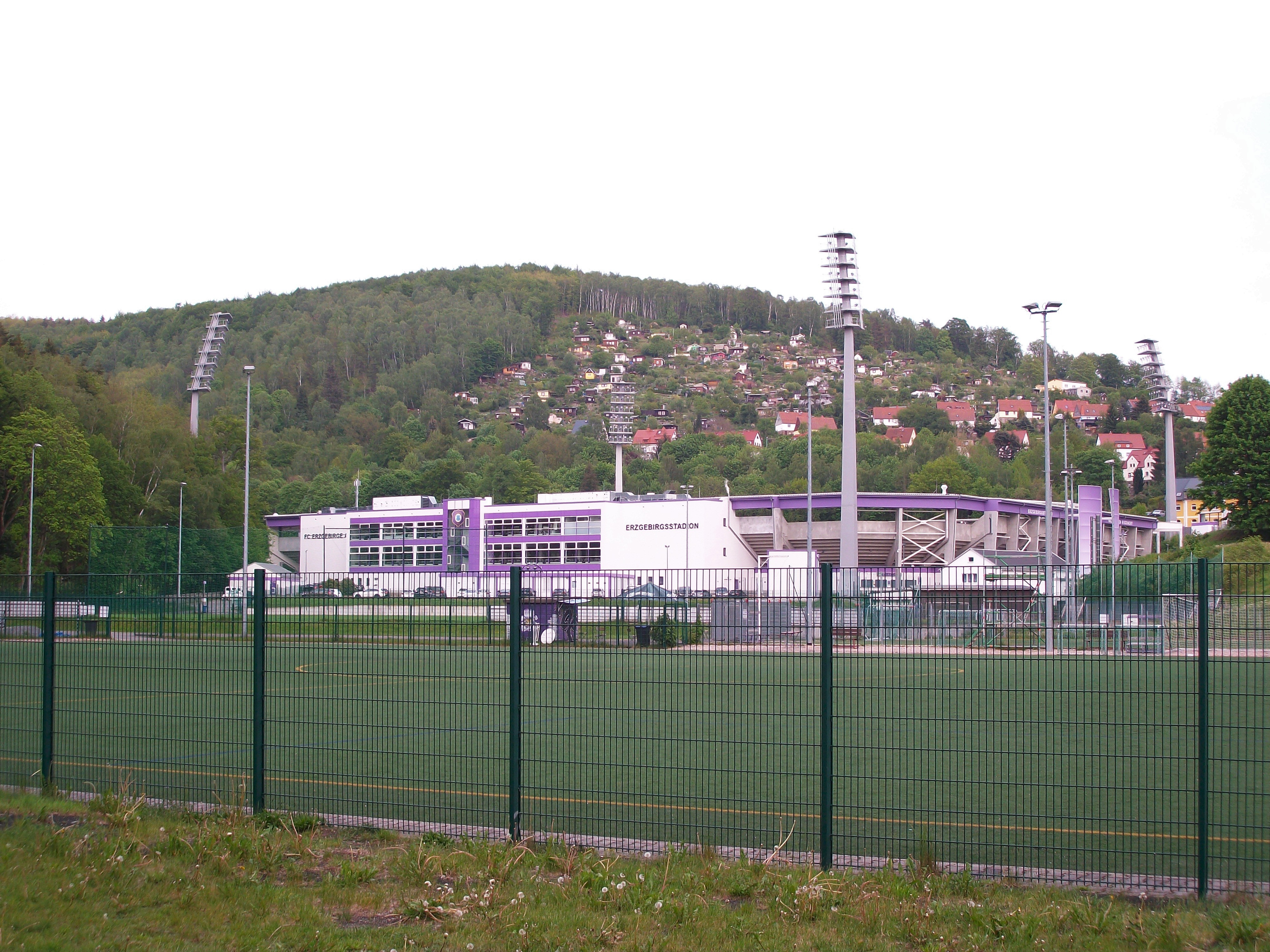
Erzgebirgsstadion in Aue

## Sport

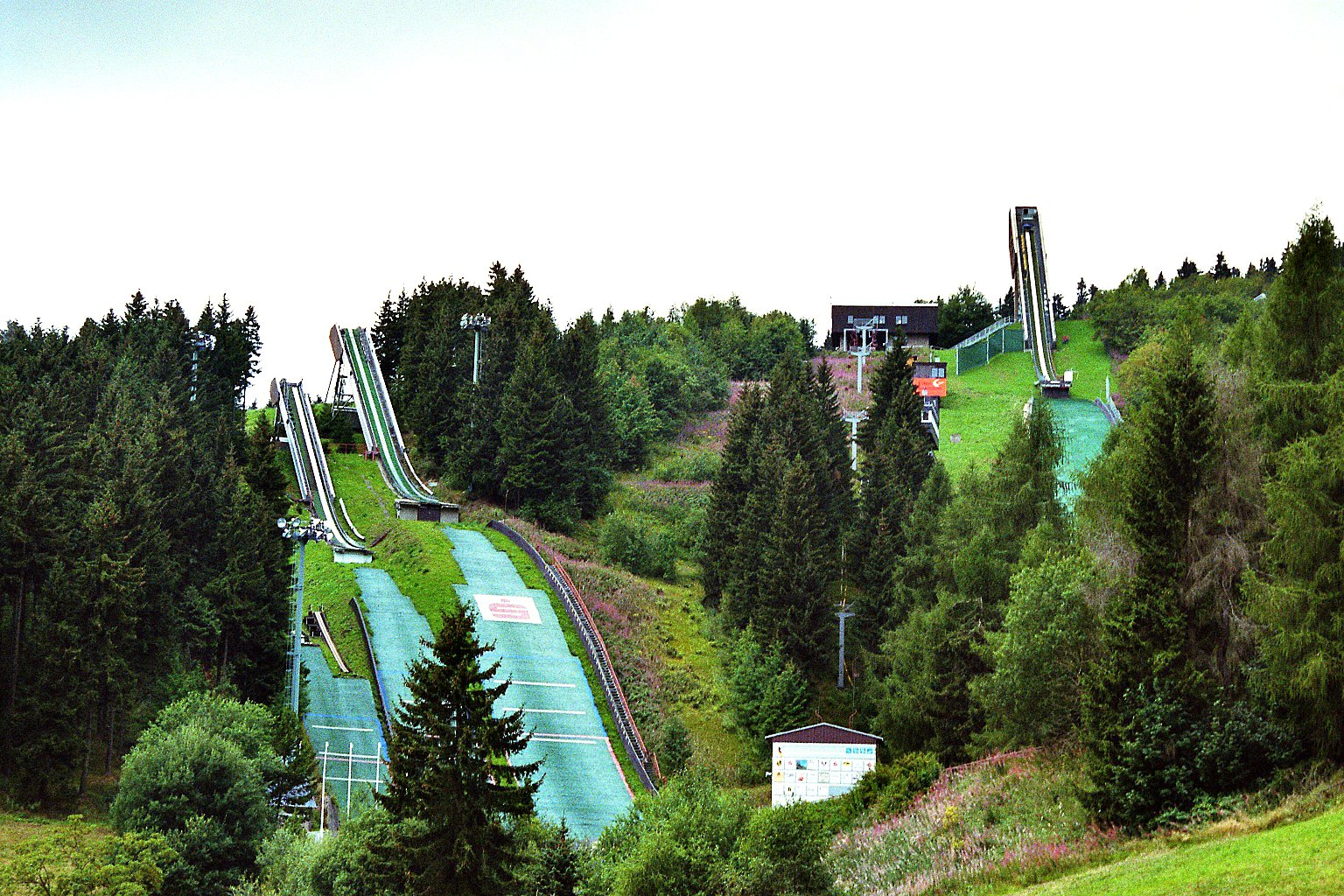
Fichtelbergschanzen in Oberwiesenthal

Der FC Erzgebirge Aue ist wohl der bekannteste Sportverein des Kreises.
Oberwiesenthal stellt das Wintersportzentrum des Kreises dar.

## Religion
Im Gegensatz zu vielen anderen Regionen der DDR rückte das christliche Leben im Erzgebirge weniger stark in den Hintergrund. Der Anteil an Mitgliedern der Evangelisch-lutherischen Kirche liegt mit etwa 150.000 Menschen (40 % der Bevölkerung) deutlich über dem Durchschnitt des Freistaates Sachsen (21 %). Etwa 8000 Gemeindeglieder (2 %) gehören der Evangelisch-methodistischen Kirche an. Neben dieser sind auch einige weitere Freikirchen, wie die Siebenten-Tags-Adventisten mit mehreren Gemeinden, vertreten. Zudem gibt es einige römisch-katholische Pfarreien und eine größere Zahl neuapostolischer Gemeinden. Lokal vertreten sind weiterhin die religiösen Sondergemeinschaften Zeugen Jehovas, Gemeinschaft in Christo Jesu (Lorenzianer) mit dem zentralen Heiligtum Eliasburg in Pockau und die Kirche Jesu Christi der Heiligen der letzten Tage (Mormonen) mit Gemeinden in Schwarzenberg und Annaberg-Buchholz.

## Städte und Gemeinden
(Einwohnerzahlen vom 31. Dezember 2024)
| Städte 1. Annaberg-Buchholz, Große Kreisstadt (18.815) 2. Aue-Bad Schlema, Große Kreisstadt (18.868) 3. Ehrenfriedersdorf (4.343) 4. Eibenstock (6.795) 5. Elterlein (2.636) 6. Geyer (3.255) 7. Grünhain-Beierfeld (5.569) 8. Johanngeorgenstadt (3.567) 9. Jöhstadt (2.413) 10. Lauter-Bernsbach (8.179) 11. Lößnitz (7.557) 12. Lugau (7.481) 13. Marienberg, Große Kreisstadt (16.139) 14. Oberwiesenthal, Kurort (1.929) 15. Oelsnitz/Erzgeb. (10.954) 16. Olbernhau (9.953) 17. Pockau-Lengefeld (7.273) 18. Scheibenberg (1.972) 1. Schlettau (2.208) 2. Schneeberg (13.377) 3. Schwarzenberg/Erzgeb., Große Kreisstadt (15.475) 4. Stollberg/Erzgeb., Große Kreisstadt (11.127) 5. Thalheim/Erzgeb. (5.956) 6. Thum (4.695) 7. Wolkenstein (3.762) 8. Zschopau, Große Kreisstadt (8.760) 9. Zwönitz (11.358) | Gemeinden 1. Amtsberg (3.590) 2. Auerbach (2.296) 3. Bärenstein (2.152) 4. Bockau (2.075) 5. Börnichen/Erzgeb. (950) 6. Breitenbrunn/Erzgeb. (4.793) 7. Burkhardtsdorf (5.936) 8. Crottendorf (3.818) 9. Deutschneudorf (843) 10. Drebach (4.844) 11. Gelenau/Erzgeb. (4.039) 12. Gornau/Erzgeb. (3.686) 13. Gornsdorf (1.903) 14. Großolbersdorf (2.710) 1. Großrückerswalde (3.178) 2. Grünhainichen (3.032) 3. Heidersdorf (742) 4. Hohndorf (3.335) 5. Jahnsdorf/Erzgeb. (5.262) 6. Königswalde (2.080) 7. Mildenau (3.337) 8. Neukirchen/Erzgeb. (6.845) 9. Niederdorf (1.286) 10. Niederwürschnitz (2.528) 11. Raschau-Markersbach (4.730) 12. Schönheide (4.017) 13. Sehmatal (5.998) 14. Seiffen/Erzgeb., Kurort (1.820) 15. Stützengrün (3.014) 16. Tannenberg (1.018) 17. Thermalbad Wiesenbad (3.103) 18. Zschorlau (5.018) |  |

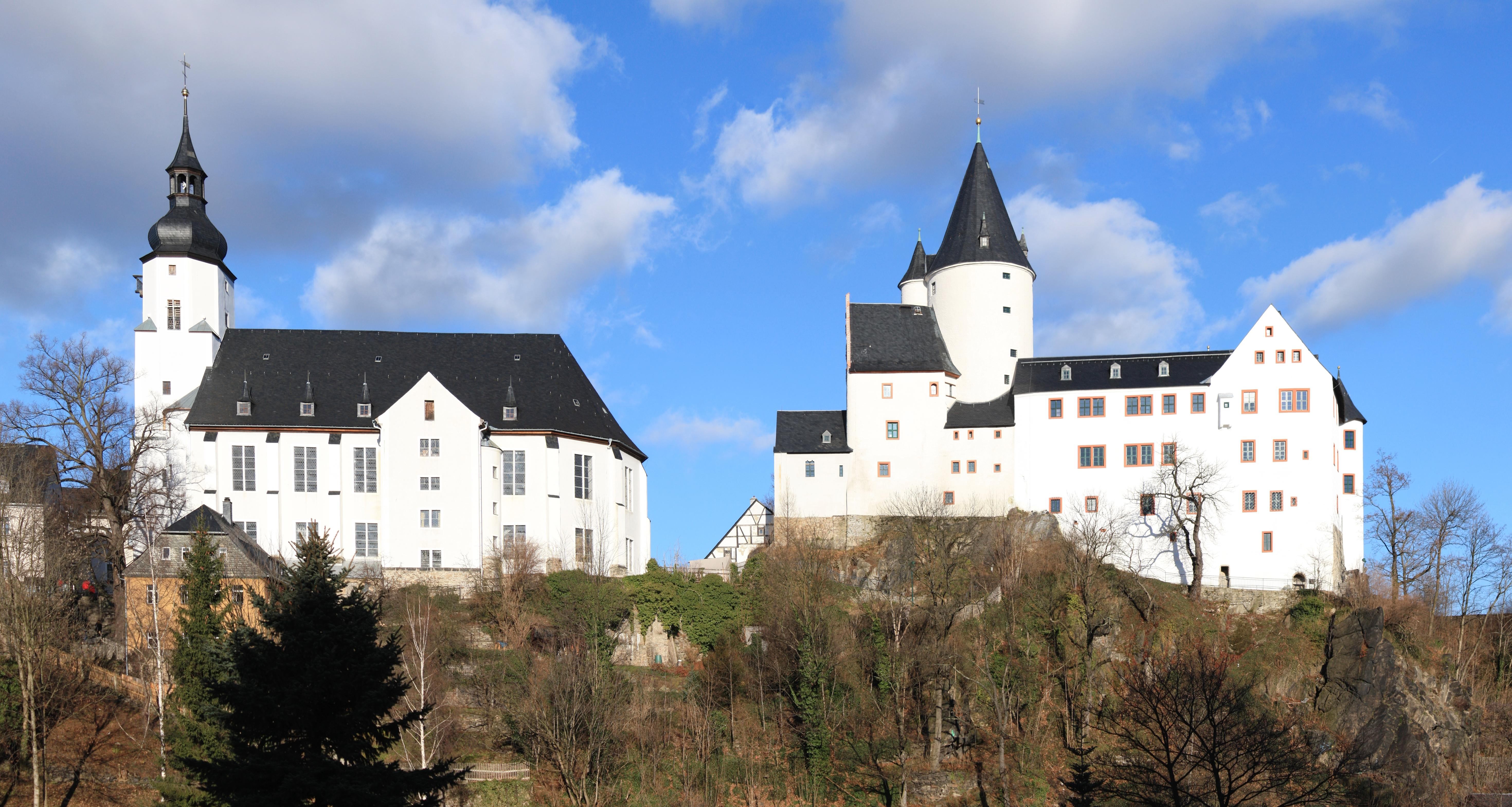
Schwarzenberg ist die viertgrößte Stadt des Kreises

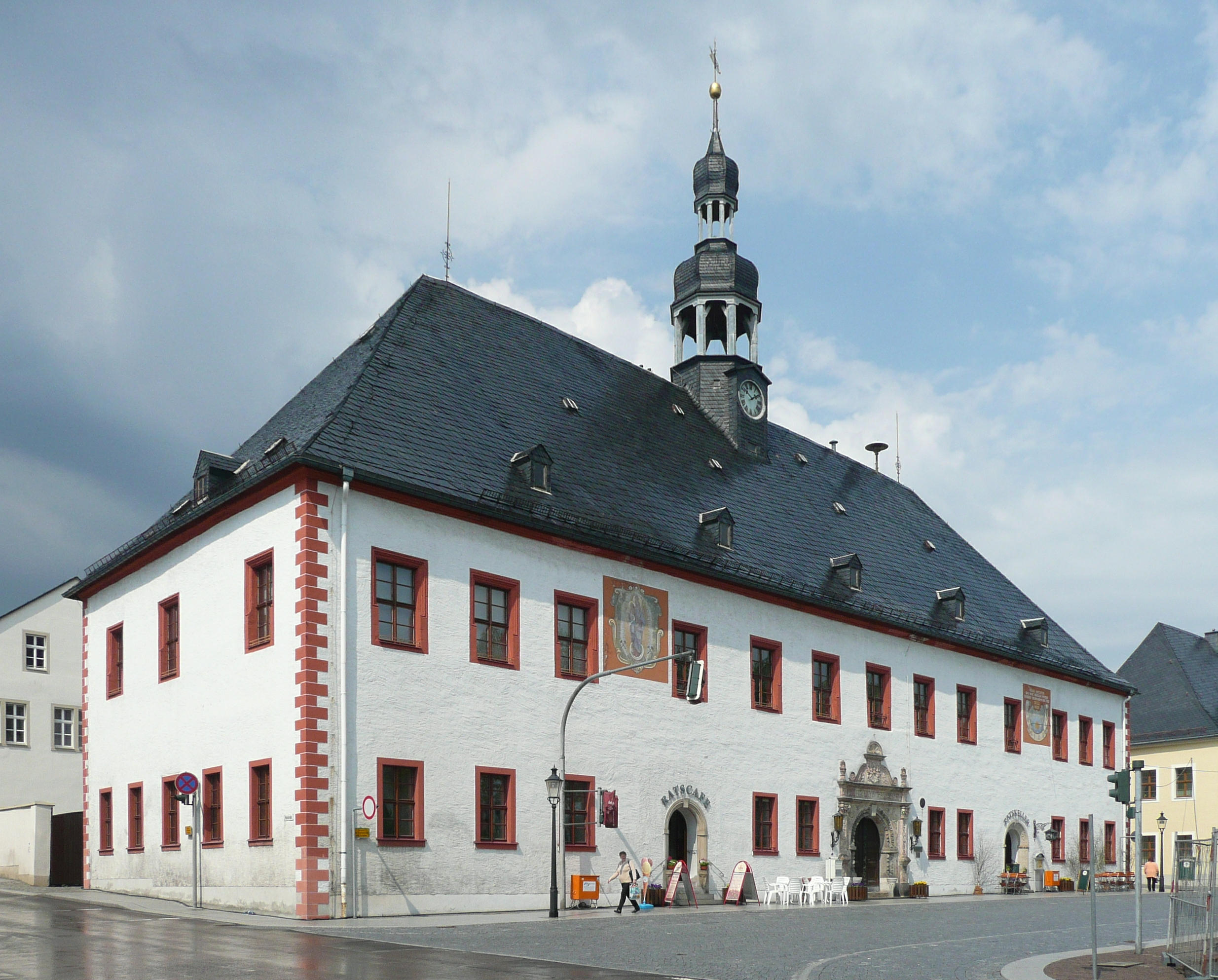
Marienberg ist die drittgrößte Stadt des Kreises

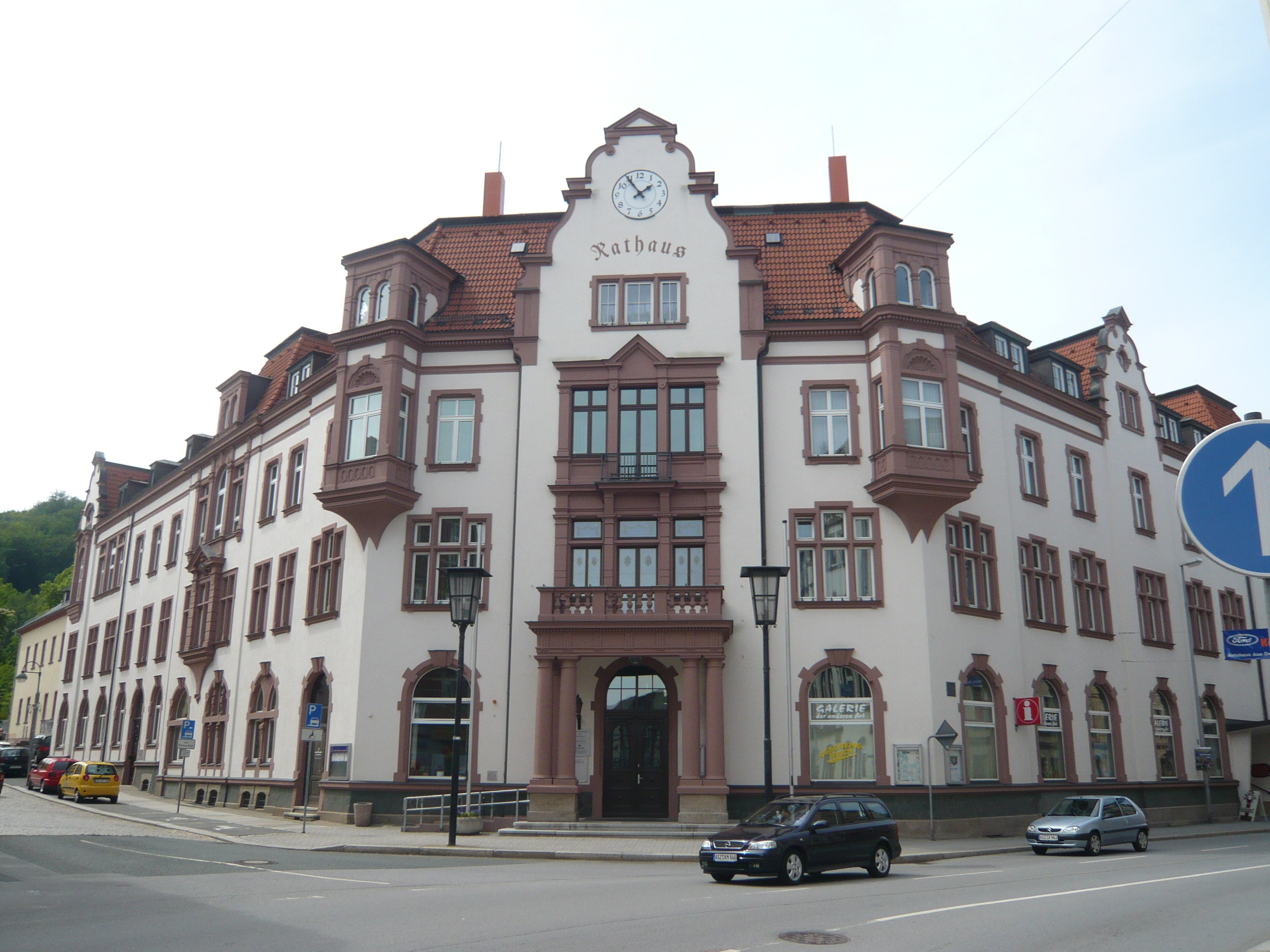
Aue-Bad Schlema ist die größte Stadt im Landkreis

Verwaltungsgemeinschaften und Verwaltungsverbände
| 1. Verwaltungsgemeinschaft Bärenstein-Königswalde mit den Mitgliedsgemeinden Bärenstein (VG-Sitz) und Königswalde 2. Verwaltungsgemeinschaft Burkhardtsdorf mit den Mitgliedsgemeinden Auerbach, Burkhardtsdorf und Gornsdorf 3. Verwaltungsgemeinschaft Geyer-Tannenberg mit den Mitgliedsgemeinden Geyer (VG-Sitz) und Tannenberg 4. Verwaltungsgemeinschaft Kurort Seiffen - Deutschneudorf - Heidersdorf mit den Mitgliedsgemeinden Deutschneudorf, Heidersdorf und Seiffen (VG-Sitz) 5. Verwaltungsgemeinschaft Lugau mit den Mitgliedsgemeinden Lugau und Niederwürschnitz 6. Verwaltungsgemeinschaft Scheibenberg-Schlettau mit den Mitgliedsstädten Scheibenberg (VG-Sitz) und Schlettau | 1. Verwaltungsgemeinschaft Stollberg/Niederdorf mit den Mitgliedsgemeinden Niederdorf und Stollberg/Erzgeb. (VG-Sitz) 2. Verwaltungsverband Wildenstein mit den Mitgliedsgemeinden Börnichen und Grünhainichen (VV-Sitz) 3. Verwaltungsgemeinschaft Zschopau mit den Mitgliedsgemeinden Gornau/Erzgeb. und Zschopau 4. Verwaltungsgemeinschaft Zschorlau mit den Mitgliedsgemeinden Bockau und Zschorlau 5. Verwaltungsgemeinschaft Zwönitz mit den Mitgliedsstädten Zwönitz und Elterlein |

Eingemeindungen
- 1. März 2009: Zusammenschluss von Grünhainichen und Waldkirchen/Erzgeb. zur Gemeinde Grünhainichen
- 1. Januar 2010: Eingemeindung von Venusberg nach Drebach
- 1. Januar 2011: Eingemeindung von Sosa nach Eibenstock
- 1. Januar 2012: Eingemeindung von Pobershau nach Marienberg
- 31. Dezember 2012: Eingemeindung von Zöblitz nach Marienberg
- 1. Januar 2013: Zusammenschluss der Stadt Lauter/Sa. mit der Gemeinde Bernsbach zur Stadt Lauter-Bernsbach, Eingemeindung von Hormersdorf nach Zwönitz, Eingemeindung von Erlbach-Kirchberg nach Lugau
- 1. Januar 2014: Zusammenschluss von Pockau und Lengefeld zur Stadt Pockau-Lengefeld
- 1. Januar 2015: Eingemeindung von Borstendorf nach Grünhainichen
- 1. Januar 2017: Eingemeindung von Pfaffroda nach Olbernhau
- 1. Januar 2019: Zusammenschluss von Aue und Bad Schlema zur Großen Kreisstadt Aue-Bad Schlema

## Kfz-Kennzeichen
Am 1. August 2008 wurde dem Landkreis das Unterscheidungszeichen ERZ zugewiesen. Seit dem 9. November 2012 sind durch die Kennzeichenliberalisierung zudem die Unterscheidungszeichen ANA (Annaberg-Buchholz), ASZ (Aue-Schwarzenberg), AU (Aue), MAB (Marienberg), MEK (Mittlerer Erzgebirgskreis), STL (Stollberg/Erzgebirge), SZB (Schwarzenberg) und ZP (Zschopau) erhältlich.